# Люди, пов'язані з Кривим Рогом
Люди, які народились або тривалий час жили та працювали у місті Кривий Ріг:

## Політика
- Вілкул Олександр Юрійович — український політик, член партії Опозиційний блок (в минулому Партія регіонів).
- Вілкул Юрій Григорович — український політик, міський голова Кривого Рогу у 2010—2020 роках та виконувач обов'язків міського голови Кривого Рогу з 25 серпня 2021 року.
- Гуржос Вадим Миколайович — український суспільний та державний діяч, підприємець.
- Гуров Вадим Миколайович — український політик.
- Димінський Петро Петрович  — український підприємець, медіамагнат, політик, колишній народний депутат, один з найбагатших людей України.
- Володимир Зеленський — політик, 6-й Президент України, до того — телеведучий, капітан команди КВК «95 квартал».
- Лазаренко Павло Іванович  — 5-й Прем'єр-міністр України.
- Любоненко Юрій Вікторович — міський голова Кривого Рогу в 1992—2010 роках, член правління Асоціації міст України, почесний громадянин Кривого Рогу.
- Нівалов Микола Миколайович — український радянський партійний діяч, у 1973—1979 роках — 1-й секретар Криворізького міського комітету КПУ Дніпропетровської області.
- Саїд Абдулла-хан (1871, Хіва — 1933, Кривий Ріг) — правитель і останній хан Держави Хорезм.
- Геннадій Удовенко — екс-міністр закордонних справ України, Президент 52-ї сесії Генеральної Асамблеї ООН (1997—1998).
- Удод Євген Григорович — Голова Обласної ради Дніпропетровської області, політик, службовець.
- Шевченко Валентина Семенівна — український радянський політик та громадський діяч.

## Промисловість
- Веснік Яків Ілліч — начальник будівництва і перший директор комбінату «Криворіжсталь».
- Микола Федорович Земляний — генеральний директор ПрАТ «Криворіжіндустрбуд». Нагороджений орденом «За заслуги» II ступеня , , ,
- Подлєпа Олексій Пантелеймонович — будівельник, керуючий тресту «Криворіжаглобуд». Герой Соціалістичної Праці (1966).
- Поль Олександр Миколайович — дослідник покладів залізної руди Кривбасу, підприємець-промисловик.

## Наука
- Басс Валентин Петрович — фізик-гідроаеродинамік, доктор технічних наук, розробник аерокосмічних технологій.
- Буряк Володимир Костянтинович  — педагог, доктор педагогічних наук, ректор Криворізького державного педагогічного університету (2000—2011).
- Мерзон Яків Єкусьєвич — єврейський історик, публіцист, громадський діяч.
- Розенберг Борис Олександрович (1936—2008) — учений- хімік, фахівець в галузі хімічної фізики високомолекулярних сполук.
- Федоренко Павло Йосипович — лауреат Державної премії України в галузі науки і техніки, професор, маркшейдер, заслужений працівник освіти України.

## Військова служба
- Мершавцев Федір Матвійович — дворянин, капітан-лейтенант Імператорського морського флоту, учасник Кримської війни.

## Кіно, театр
- Гарік Бірча — український актор, зірка телесеріалів, виріс у Кривому Розі.
- Весник Євген Якович (15 січня 1923, Петроград, Російська РФСР — 10 квітня 2009, Москва, Росія) — радянський актор театру та кіно, народний артист СРСР.
- Коркошко Світлана Іванівна (нар. 12 вересня 1943, Нижній Тагіл) — акторка театру і кіно, народна артистка РРФСР та народна артистка Росії — дитинство пройшло в селищі Кагановича на околиці Кривого Рогу, куди сім'я переїхала через півроку після її народження.
- Романюк Сергій Дмитрович (21 липня 1953, Кривий Ріг — 3 березня 2019, Івано-Франківськ) — український актор театру та кіно. Член Національної спілки кінематографістів України. Народний артист України (1998)
- Смородіна Людмила Геннадіївна (нар. 7 серпня 1957, Кривий Ріг) — радянська і українська актриса театру і кіно, Народна артистка України.
- Уривський Іван Сергійович (нар. 9 березня 1990, Кривий Ріг) — український театральний режисер, головний режисер Одеського академічного українського музично-драматичного театру ім. В. Василька.
- Шутько Микола Олексійович (1927—2010) — український актор

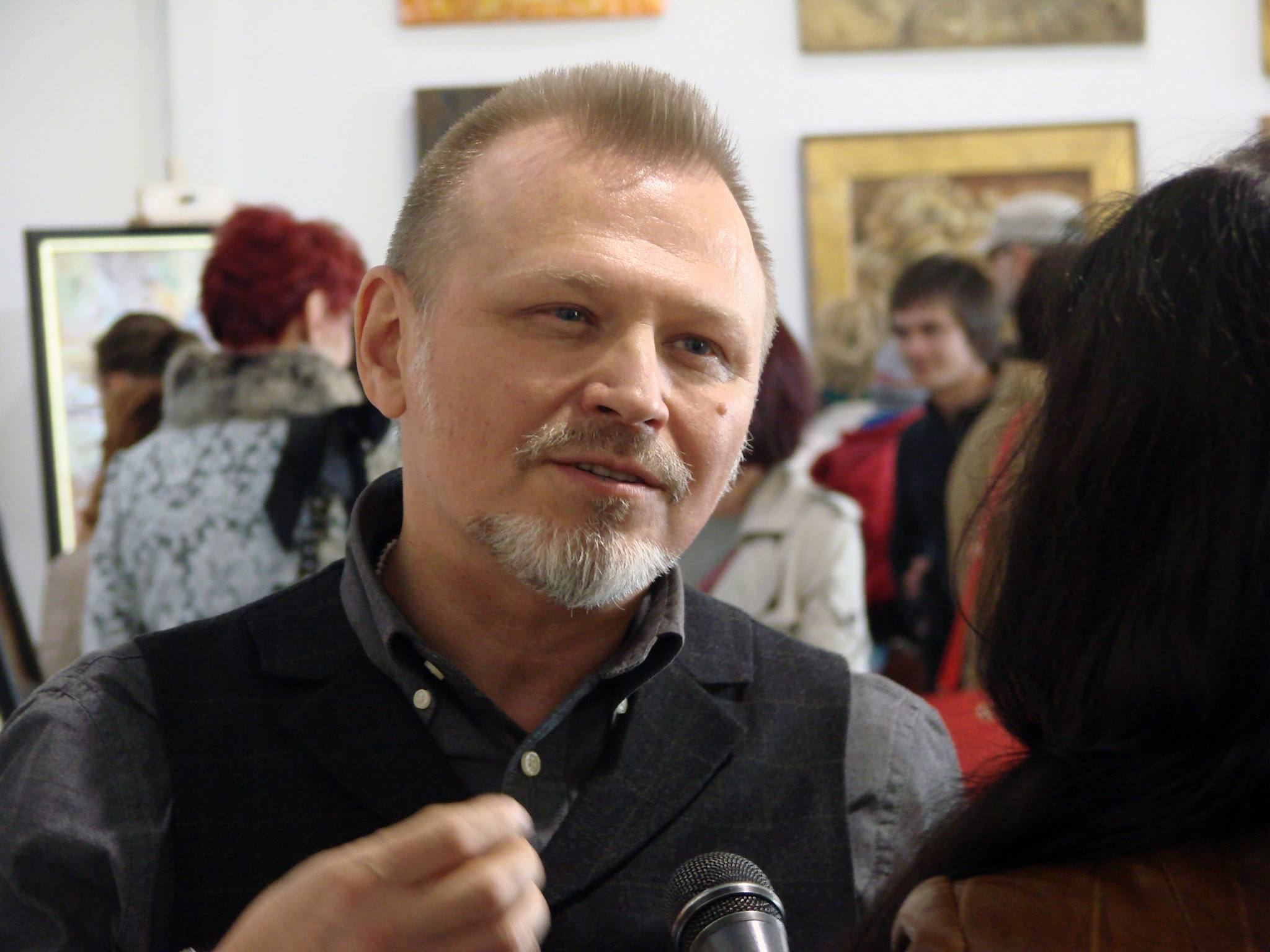
Горяєв Віктор Євгенович – член Національної спілки художників України, художник-оформлювач (графік, живописець), фотограф, дизайнер, модельєр, потретист, декоратор.

## Живопис
- Авраменко Іван Гаврилович — художник-оформлювач (графік, живописець).
- Лещенко Євген Олександрович — художник.
- Синиця Григорій Іванович — заслужений художник України.
- Ситник Петро Федорович (1939—1999) — український графік.
- Хівренко Віктор Іванович — український радянський живописець, член Спілки художників СРСР, член Національної спілки художників України, Заслужений художник УРСР.
- Шишко Григорій Гордійович — маляр-реаліст.
- Горяєв Віктор Євгенович[1] – член Національної спілки художників України, художник-оформлювач (графік, живописець), фотограф, дизайнер, модельєр, потретист, декоратор.

## Шоу-бізнес
- Brunettes Shoot Blondes — англомовний рок-гурт, фіналісти національного відбору на Євробачення у 2016 і 2019 роках.
- EeOneGuy — український відеоблогер, виріс у Кривому Розі.
- Горбачова Ольга — телеведуча, співачка.
- Марі Краймбрері — російська співачка.
- Малий Ярослав Віталійович — український та російський співак. Вокаліст гуртів «Мачете» та «TOKiO», автор пісень, композитор.
- Маренич Валерій Петрович — один з учасників музичного колективу «Тріо Мареничів».
- ТОЛ — український альтернативний рок-гурт.

## Спорт
- Альона Бондаренко — українська тенісистка.
- Валерія Бондаренко — українська тенісистка.
- Катерина Бондаренко — українська тенісистка.
- Денис Кесіль — український плавець, рекордсмен України на дистанції 200 м батерфляєм, який встановив на Чемпіонаті світу з водних видів спорту 2019 року в Кванджу.
- Сергій Макаренко — перший олімпійський чемпіон — уродженець Кривого Рогу, який завоював золоту медаль на Олімпійських іграх 1960 у Римі у веслуванні на каное-двійці.
- Іван Сенай — український боксер-аматор, чемпіон Європи та чемпіон України.
- Сергій Фесенко — перший олімпійський чемпіон — уродженець і спортивний вихованець Кривого Рогу, який завоював золоту медаль на Олімпійських іграх 1980 у Москві в плаванні на дистанції 200 м батерфляєм.
- Хитров Євген Ігорович — український професіональний боксер, чемпіон світу, переможець Кубка Європи та чемпіон України.
- Ципленков Денис Іванович — чемпіон світу з армреслінгу.

## ЗМІ
- Бухтіяров Володимир Пилипович — журналіст, керівник проекту Енциклопедія Криворіжжя.
- Воронова Тетяна Петрівна —історик, краєзнавець, журналіст, Почесний громадянин Кривого Рогу.
- Литвиненко Юлія Леонідівна — телеведуча.
- Володимир Маслаченко — футбольний воротар, спортивний телекоментатор.
- Шоріна Алла Юріївна — заслужений журналіст України, медіаменеджер.